# Đorđe Milošević
Đorđe Milošević (in serbo Ђорђе Милошевић?; Jagodina, 20 giugno 1993) è un cestista serbo.

## Palmarès
- Campionato bosniaco: 3

Igokea: 2014-15, 2015-16, 2016-17
- Coppa di Bosnia ed Erzegovina: 5

Igokea: 2015, 2016, 2017, 2018, 2019